# Górka Szczyrkowska
Górka Szczyrkowska – część Szczyrku – miejscowości wypoczynkowej w Beskidzie Śląskim. Położona jest na zboczu jednej z gór otaczających Szczyrk, a należących do pasma Klimczoka – szczytu pomiędzy Bielskiem-Białą a Szczyrkiem.
Według miejscowej tradycji dnia 25 lipca 1894 r. dwunastoletniej dziewczynce Juliannie Peździe, mieszkance Szczyrku, w miejscu, gdzie dziś wzniesione jest sanktuarium, na tle buka ukazała się Matka Boska, prosząc o modlitwy, które miałyby przysporzyć wielu łask mieszkańcom regionu i całej Polski.
Sanktuarium Szczyrkowskie obejmuje niewielkich rozmiarów kościół, wzniesiony w okresie międzywojennym oraz położone za kościołem obmurowane źródełko. Tuż obok sanktuarium znajduje się dom dla pielgrzymów.
Miejsce to jest celem pielgrzymek indywidualnych i zbiorowych, dziś już nie tylko mieszkańców regionu, ale i całej Polski. Pielgrzymki do sanktuarium odbywają się przede wszystkim w okresie świąt poświęconych Matce Boskiej, szczególnie zaś 3 maja – w dniu święta Matki Boskiej Królowej Polski.
Górkę Szczyrkowską wskazuje się czasem także jako trzecie miejsce objawień Najświętszej Maryi Panny na ziemiach polskich w okresie niewoli porozbiorowej, w zaborze austriackim i wymienia obok uznanego już przez kościół rzymskokatolicki objawienia w Gietrzwałdzie (zabór pruski, 1877) oraz w Licheniu (zabór rosyjski, 1850).